# Your World Today
Your World Today ist eine Nachrichtensendung auf dem US-Fernsehsender CNN.

## Aufbau
Die Sendung wird täglich von 10:00 Uhr bis 14:00 Uhr US-Ostküstenzeit ausgestrahlt, was 16:00 bis 20:00 Uhr Mitteleuropäischer Zeit entspricht. 
Die Sendung wird immer von jeweils zwei Moderationspaaren geleitet. Von 16:00 Uhr bis 18:00 Uhr (mitteleuropäischer Zeit) entweder Michael Holmes und Colleen McEdwards oder Jonathan Mann und Colleen McEdwards. Von 18:00 Uhr bis 20:00 Uhr moderieren meist Hala Gorani und Jim Clancy.
Zu Beginn der Sendung wird ein kurzer Überblick über die Schlagzeilen gegeben, darauf folgen dann die Nachrichtenthemen, die halbstündlich wiederholt werden. Zum Ende einer Stunde werden der Wetterbericht und die Sportnachrichten gezeigt.